# Домодедовская улица (Москва)
Домоде́довская у́лица (до 16 октября 1973 года — проекти́руемый прое́зд № 5331) — улица в Южном административном округе города Москвы на территории районов Орехово-Борисово Северное и Орехово-Борисово Южное.

## История
Улица получила современное название, перенесённое с упразднённой улицы посёлка Бирюлёво (до 14 марта 1964 года называлась улица Карла Маркса, упразднена 16 октября 1973 года), по расположению параллельно Каширскому шоссе, проходящему через город Домодедово и имеющему ответвление к аэропорту Домодедово. До 16 октября 1973 года называлась проекти́руемый прое́зд № 5331.

## Расположение
Домодедовская улица проходит от Шипиловской улицы на юго-восток параллельно Каширскому шоссе, пересекая Ореховый бульвар, до Ясеневой улицы. Участок улицы от Шипиловской улицы до Орехового бульвара расположен на территории района Орехово-Борисово Северное, участок от Орехового бульвара до Ясеневой улицы — на территории района Орехово-Борисово Южное. Нумерация домов начинается от Шипиловской улицы.

## Примечательные здания и сооружения
По нечётной стороне:
- д. 9 — поликлиника № 166;
- д. 11, к. 2 — врачебно-физкультурный диспансер № 27;
- д. 17, к. 2 — детский сад № 1241;
- д. 29, к. 1 — филиал № 3 поликлиники № 166 (бывшая поликлиника № 204);
- д. 31, к. 2 — детский сад № 1166;
- д. 35, к. 2 — центр образования «Царицыно» № 548 (здание № 2 «Южное»).

По чётной стороне:
- д. 24, к. 6 — школа № 1360;
- д. 24, к. 7 — Здание № 1 школы № 1207;
- д. 34, к. 2 — детская поликлиника № 12;
- д. 42, к. 2 — центр развития ребёнка — детский сад № 857;
- д. 44, к. 2 — Здание № 2 школы № 1207 (бывшая школа № 575).

## Транспорт

### Автобус
- с823: метро «Каширская» — Домодедовская улица — 6-й микрорайон Орехова-Борисова
- 826: метро «Орехово» — Шипиловская улица — Домодедовская улица — метро «Домодедовская» — платформа «Бирюлёво-Пассажирская».
- с848: метро «Красногвардейская» — Домодедовская улица — платформа «Москворечье».
- 858: метро «Орехово» — метро «Домодедовская» — Домодедовская улица — 6-й микрорайон Орехова-Борисова.
- с894: метро «Орехово» — Домодедовская улица — Тамбовская улица.

### Метро
- Станция метро «Домодедовская» Замоскворецкой линии — на пересечении Орехового бульвара с улицей Генерала Белова и Каширским шоссе.
- Станция метро «Орехово» Замоскворецкой линии — западнее улицы, на Шипиловском проезде.